# Anderson Hunter Dupree
Anderson Hunter Dupree, oft auch A. Hunter Dupree, (* 29. Januar 1921 in Hillsboro, Texas; † 30. November 2019 in Cambridge, Massachusetts) war ein US-amerikanischer Historiker. Er galt als einer der Pioniere im Bereich der Wissenschafts- und Technikgeschichte. Dupree lehrte an der University of California, Berkeley und bis zu seiner Emeritierung 1981 auf dem Lehrstuhl für Geschichte der Brown University in Providence, Rhode Island.

## Leben

### Familie und Ausbildung

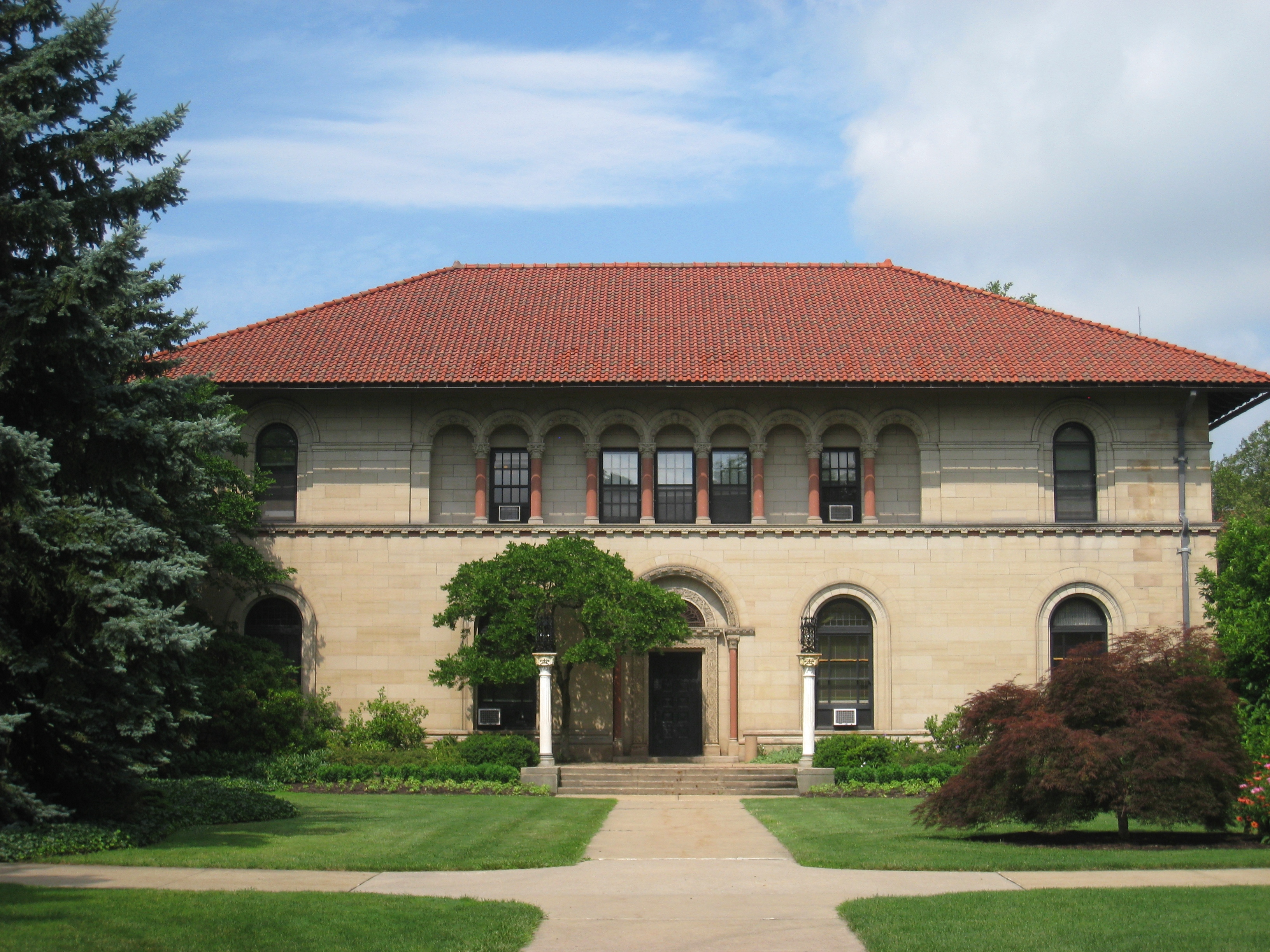
Am Oberlin College erwarb Dupree 1942 den Bachelor of Arts

Anderson Hunter Dupree kam 1921 als Sohn des Rechtsanwalts George W. Dupree und dessen Frau Sarah Hunter in der texanischen Kleinstadt Hillsboro zur Welt. Am Oberlin College in Ohio, einer kleineren Hochschule mit rund 3000 Studenten, erwarb er 1942 den Bachelor of Arts mit summa cum laude. Nach dem Studienabschluss trat er 1942 in den Dienst der United States Navy, in der es zum Leutnant der Reserve brachte.
Nach dem Ende des Zweiten Weltkriegs heiratete Dupree 1946 Marguerite Louise Arnold. Das Paar hatte zwei Kinder: die Historikerin Marguerite Dupree und den Cembalobauer Anderson H. Dupree.

### Wissenschaftliche Karriere
1947 erwarb Dupree den Master’s Degree an der Harvard University, an der er 1952 auch promovierte. Seine Dissertation mit dem Titel Asa Gray, the development of a statesman of science, 1810–1848 befasst sich mit dem Werdegang des Botanikers und Naturgeschichtlers Asa Gray, zu dessen Ehren seit 1984 der Asa Gray Award vergeben wird, der höchste Preis der American Society of Plant Taxonomists.
1950 erhielt Dupree seine erste wissenschaftliche Stelle als Assistenzprofessor für Geschichte am Texas Technological College (heute Texas Tech University) in Lubbock. In Lubbock blieb er zwei Jahre, bis er 1952 ein Forschungsstipendiat (research fellow) am Gray Herbarium in Harvard annahm. Das Stipendiat nahm er in den Zeiträumen 1952–1954 und 1955–1956 wahr. In der Zwischenzeit 1953–1955 war er als Projektleiter auf Förderbasis (on grants) für die National Science Foundation tätig.
1956 berief ihn die University of California, Berkeley zum Assistenz-Gastprofessor (visiting assistant professor) für Geschichte, 1958 zum außerordentlichen (associate Professor) und 1960 zum ordentlichen Professor (full Professor). In Berkeley blieb Dupree bis 1968. In diesem Zeitraum war er zwischen 1960 und 1962 zudem Assistent des Kanzlers und 1965/1966 Direktor der universitätseigenen Bancroft Library. Darüber hinaus saß er 1963/64 als Berater im Ausschuss für Wissenschaft und Public Policy der National Academy of Sciences (NAS).
1968 berief ihn die Brown University in Providence, Rhode Island, auf den George L. Littlefield Lehrstuhl für Geschichte. Diese Position behielt er bis zu seiner Emeritierung 1981. Während dieser Professur war er zusätzlich tätig: von 1969 bis 1973 als Berater im Gremium für Wissenschaft und Technologie und Raumfahrt (Science and Technology and Astronautics) des Repräsentantenhauses der Vereinigten Staaten; als Treuhänder des „Museum of American Textile History“; als Mitglied des „NASA Historical Advisory Committee“ und des „Atomic Energy Commission's Historical Advisory Committee“.

## Ehrungen und Auszeichnungen
1967 wurde Dupree in die American Academy of Arts and Sciences gewählt. 1976 erhielt er den Presidential Award der New York Academy of Sciences (NYAS). 1978/79 wählte ihn das „Center for Advanced Studies“ am National Humanities Center (NHC) als Fellow aus. 1990 wurde er mit der George-Sarton-Medaille ausgezeichnet, dem höchst renommierten Preis für Wissenschaftsgeschichte der von George Sarton und Lawrence Joseph Henderson gegründeten History of Science Society (HSS).

## Veröffentlichungen
- Some Letters from Charles Darwin to Jeffries Wyman. In: Isis, Vol. 42, Part 2., No.128. (June,1951), S. 104–110.
- Thomas Nuttall’s Controversy With Asa Gray. In: Rhodora, Vol. 54, (1952), S. 293–303.
- Science vs. the Military: Dr. James Morrow and the Perry Expedition. In: The Pacific Historical Review, vol. 22, no. 1, (1953), S. 29–37.
- Jeffries Wyman’s views on evolution. In: Isis, vol. 44 (1953), S. 243–246.
- Science in the Federal Government, a history of policies and activities to 1940. (1957, 1986)
- Asa Gray, 1810-1888 (1959, 1968, 1988)
- "What manuscripts the historian wants saved". In: Isis, vol. 53 (1962), S. 63–66.
- Darwiniana; essays and reviews pertaining to Darwinism by Asa Gray; edited A. Hunter Dupree. (1963)
- Science and the emergence of modern America, 1865-1916, edited by A. Hunter Dupree. (1963)
- Some general implications of the research of the Harvard University Program on Technology and Society edited by Emmanuel G. Mesthene. Comment: the anticipation of change by Simon Ramo. Comment: Is technology predictable? by Peter F. Drucker. Comment: the role of technology in society and the need for historical perspective by A. Hunter Dupree. Comment on the comments by Emmanuel G. Mesthene. (1969)
- "The crisis in authority". In: Brown Alumni Monthly, vol. 70, no. 1, (1969)
- Science and society: past, present, and future edited by Nicholas H. Steneck with a contribution by A. Hunter Dupree (1975)
- Sir Joseph Banks and the origins of science policy. In: James Ford Bell Lecture; no. 22. (1984).